# 金民
金民（1983年8月4日—），韓國男演員。

## 演藝經歷
在2022年的《地下菁英》裡，飾演John。為了融入角色，讓觀眾相信John是真正的菲律賓人。金民在菲律賓停留了3個月左右，在一直觀察當地居民，和孩子們一起玩，爲了消化菲律賓特有的語調，混合了兩種菲律賓方言，也向居住在韓國的菲律賓朋友們練習了菲律賓語調，努力準備成為導演寫的John，給人留下了深刻的第一印象。

## 個人背景
2008年前往新西蘭找建築相關工作，但英語面試結果不好。想增加英語口語能力，後來報名了演技課程，所以才走上了演員之路。擁有合氣道及跆拳道3段資格。

## 演出作品

### 電視劇
- 2011年：Nickelodeon《金剛戰士 武士》飾演 少年保護者
- 2011年：TVNZ《肖特蘭街 20》飾演 Winston尹 韓國血統的研究助理[7]
- 2016年：Netflix《馬可波羅2（英语：Marco Polo (TV series)）》飾演 宋氏判亂者
- 2018年：Netflix《西方西遊記（英语：The New Legends of Monkey）》飾演 年輕和尚
- 2021年：JTBC《西西弗斯：神话》飾演 西格瑪要員
- 2022-23年：Disney+《地下菁英 》飾演 John[8][9]
- 2023年：Netflix《末日騎士》飾演 朱京南
- 2023年：Netflix《盜賊之歌》飾演 鎮三
- 2024年：Disney+《殺人者的購物中心》飾演 把信[10]
- 2025年：TVING《流氓讀書會》飾演 吳章鎬
- 2025年：Wavve《Reverse（朝鲜语：리버스 (드라마)）》飾演
- 2026年：Disney+《殺人者的購物中心2》飾演 把信

### 電影
- 2009年：短篇《Free Kick》飾演 10號足球員
- 2009年：短篇《沒有假釋的生活 Life without Parole》
- 2009年：短篇《後果 Consequences》
- 2009年：短篇《電梯 The Elevator》
- 2009年：短篇《鄙視 Scorned》
- 2009年：短篇《大奶大屠殺 Big Tits Masssacre》
- 2009年：短篇《分離城市 Separation City》
- 2009年：短篇《48小時電影節 48 Hour Film Festival》
- 2016年：《臥虎藏龍：青冥寶劍》飾演 拳擊手[11]
- 2020年：《低級罪犯（英语：Lowdown Dirty Criminals）》飾演 Donny孔
- 2020年：《戰犯（朝鲜语：범털）》飾演 KTX
- 2020年：短篇《沒任何意義 아무 의미 없다)》飾演 黑社會
- 2020年：短篇《放生(방생)》
- 2020年：短篇《失神 실신》飾演 榮洙
- 2020年：短篇《救世主》飾演 金韓國
- 2021年：《戰犯2：錢的戰爭（朝鲜语：범털 2: 쩐의 전쟁）》飾演 KTX
- 2023年：《犯罪都市3》飾演 Ricky的手下[12]
- 2023年：《神鬼海底撈》飾演 西海岸幫派一員
- 2023年：《情侶地獄 커플지옥》飾演 巫師
- 待定：《热带夜》饰演 光洙[13]

### 話劇
- 2008年：《盛大的萬聖節(The Big Halloween)》
- 2009年：《傑克與魔豆(Jack and the Beanstalk)》
- 2009年：《彼得潘(Peter Pan)》
- 2009年：《獅子、女巫和魔衣櫥(The Lion, The Witch and The Wardrobe)》
- 2010年：《洞庭湖的秘密(The Secret of Dongting Lake)》飾演 楊晨
- 2010年：《MAD》飾演 Bae(Ensemble)
- 2011年：《我愛:威廉 莎士比亞(I Love:William Shakespeare)》飾演 羅密歐
- 2012年：《騙局(Deceptionz)》飾演 Tony
- 2013年：《火山氣息(The Breath of the Volcano)》飾演 輔助領導者
- 2014年：《像瑪麗亞一樣的女孩(A Girl Like Maria)》飾演 雨果
- 2014年：《海(一個男孩、一座漂流島和一片不安的大海)(Sea(One Boy, a Drifting Island and a Restless Sea))》飾演 振浩
- 2017年：《土地神屋(The Spirit House)》飾演 暹羅貓-克勞德[14]

### MV
- 2023年：YOUNG POSSE《MACARONI CHEESE - 第1節課 、第2節課 》

## 奖项荣誉
| 年份   | 颁奖礼             | 奖项                  | 作品                 | 结果  | 参考 |
| ------ | ------------------ | --------------------- | -------------------- | ----- | ---- |
| 2013年 | 第94屆全國體育大會 | 80公斤級比賽          | 不適用               | 第2名 |      |
| 2024年 | 第22届导演选择奖   | 剧集部门 最佳新男演员 | 《賭命為王(第二季)》 | 提名  |      |

## 外部連結
- 金民的Instagram帳戶
- 金民在NAVER上的资料
- 金民在Daum上的资料
- 金民的紐西蘭的經紀公司-RBA Management  （页面存档备份，存于）